# Парис, Ален
Ален Парис (фр. Alain Pâris; род. 22 ноября 1947, Париж) — французский дирижёр.
Начал обучение музыке как пианист, затем изучал дирижирование под руководством Пьера Дерво и Поля Паре, впоследствии совершенствовался также у Георга Шолти. В 1968 году получил первую премию Безансонского конкурса молодых дирижёров и оставался самым молодым его лауреатом вплоть до победы Лионеля Бренгье в 2005 году.
Занимал пост ассистента в Оркестре Капитолия Тулузы при Мишеле Плассоне. В 1983—1987 гг. главный дирижёр Рейнской оперы в Страсбурге, одновременно в 1986—1989 гг. профессор дирижирования в Страсбургской консерватории. В дальнейшем выступал преимущественно как приглашённый дирижёр, работая как с различными французскими оркестрами, так и с коллективами других стран, особенно с Билькентским симфоническим оркестром, Бухарестским филармоническим оркестром, Каирским симфоническим оркестром, Ливанским национальным симфоническим оркестром; выступал в общей сложности более чем в 50 странах. Одновременно в 1971—2010 гг. участвовал как продюсер в работе над музыкальными программами французских радиостанций. Входил в руководство ряда музыкальных фестивалей, с 2016 г. художественный руководитель фестиваля академической музыки в Бейруте.
Среди записей, осуществлённых Парисом с оркестрами из Турции, Румынии, Венгрии, Литвы, — преимущественно музыка французских композиторов, в том числе фортепианный концерт Жюля Массне и «Джинны» Сезара Франка (с Идиль Бирет), произведения Камиля Сен-Санса, Пьера Висмера, Филиппа Шамуара.